# Droppinfektion

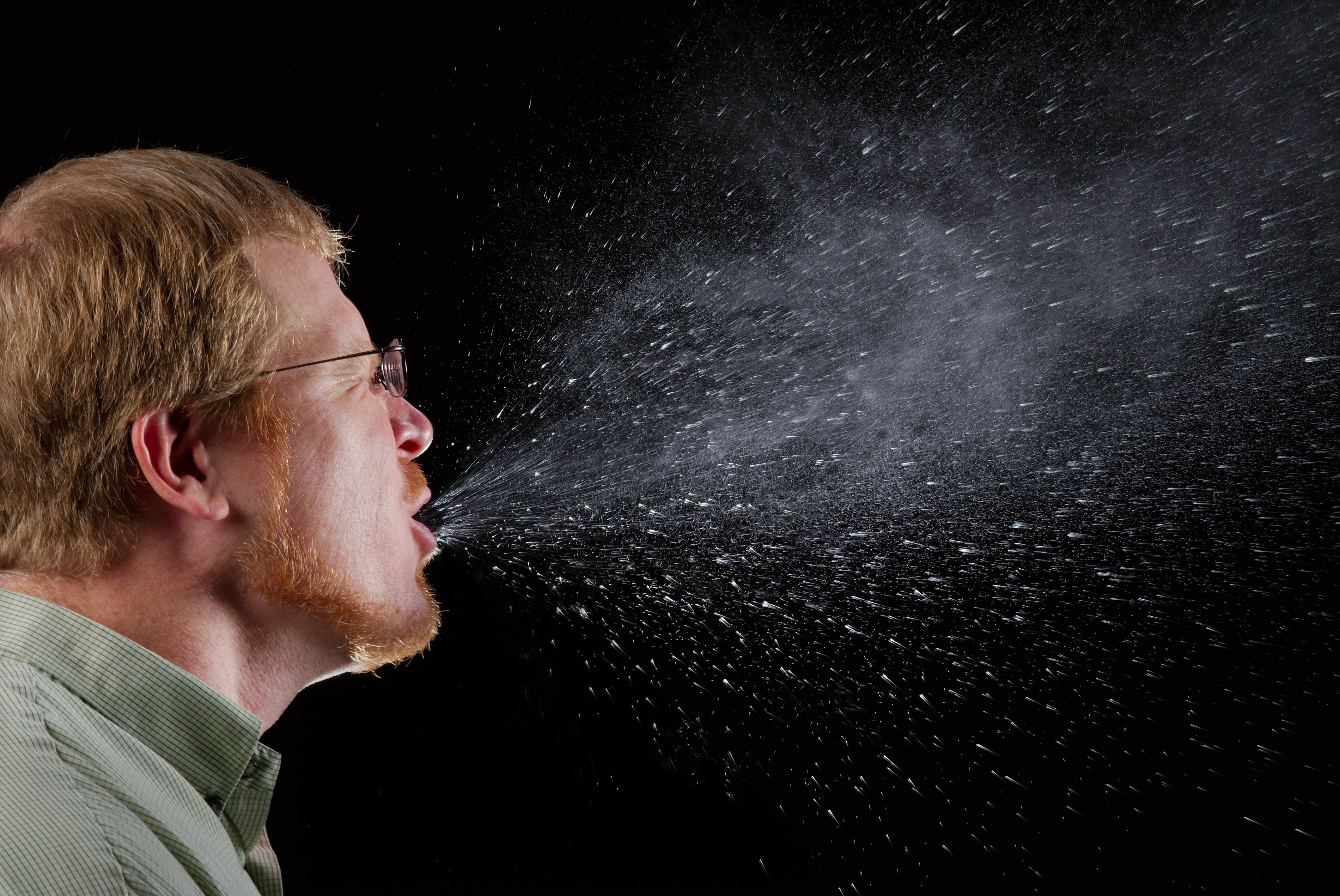
En nysning sprider en aerosol genom luften.

Droppinfektion är infektion orsakad av att ett smittämne sprids i aerosol i luften, från en värdorganism till en annan. Epidemier som influensa sprids genom droppinfektion, särskilt genom hosta och nysningar.